# Marco Carena
Marco Carena (Torino, 15 settembre 1957) è un cantautore italiano.

## Biografia
Cantautore e cabarettista, dotato di una spiccata vena sarcastico-ironica, a volte venata di humour-nero, con la quale dissacra i quotidiani luoghi comuni.
Dai successi di Sanscemo prima (1990) e Sanremo poi (1991) gira l'Italia con i suoi spettacoli che si rifanno al genere "teatro-canzone": monologhi e canzoni di cui è autore. Dal punk rock italiano al cantautorato duro e puro, dagli spettacoli teatrali ai musical, film e fiction Tv, ha collaborato con grandi artisti come Riccardo Cocciante, Skiantos e partecipato a note trasmissioni (Maurizio Costanzo Show, Fuoriclasse, Quelli che il calcio, ecc.).
Precursore dei tempi, con testi e canzoni ha denunciato, seppur in chiave ironica, temi quantomai attuali come l'emarginazione, la violenza sulle donne, l'inquinamento ambientale, ecc.
Debutta negli anni ottanta come chitarrista del gruppo rock Le vecchie pellacce, per poi dedicarsi all'attività di cabarettista e cantautore demenziale.
Dopo aver inciso il primo 45 giri per la Dracma Records, nell'aprile del 1990 vince il 1º Festival di Sanscemo con la canzone Io Ti Amo; dopo alcune apparizioni al Maurizio Costanzo Show ottiene un contratto con la Virgin Dischi.
Partecipa nel 1991 al 41º Festival di Sanremo con Serenata e, anche grazie a ciò, il suo primo disco (Il meglio di Marco Carena, 1990 che, nonostante il titolo, non è una raccolta) supera le 60 000 copie vendute, con un repertorio comico basato su canzoni e monologhi. Buon successo riscuote anche il disco successivo, spinto dalla canzone Questione di sfiga.
Nel 1995 diventa produttore per il gruppo dei Neri per Forza, gruppo di africani che fanno liscio (e che si presenterà a Sanscemo con Polka Puttana). Nell'ottobre del 1998 forma con alcuni comici torinesi il gruppo dei Maestitia Taurinorum, che reinterpreta in chiave triste canzoni in origine allegre. Nel 1999 collabora con il gruppo degli Skiantos alla realizzazione del loro album Doppia dose con una propria canzone (I Ragazzi del coro) interpretata insieme al cantante Freak Antoni.
Nel 2001 dà il via al progetto Marco Carena & Prostat+, prodotto da Francesco Venuto è concerto spettacolo di “gerontorock” (rock per la terza età) dove, nel “Frittourmix”, si esibisce con una band di quattro elementi in un repertorio che va da classici “careniani” riarrangiati, a pezzi inediti, a cover dal testo rivisitato nello spirito del gruppo (es.: Pancera gialla, Uomini con il riporto, Nella vecchia farmacia, Io moribondo, Sonno tremendo, ecc.), alcuni dei quali contenuti nel CD “Frittomix”.
Nel 2003 viene chiamato dalla Compagnia Jazz Ballet di Torino, diretta da Adriana Cava, a partecipare alla realizzazione di Metropolis - Il Musical, ispirato al famoso film di Fritz Lang del 1926, nel ruolo di Rotwang lo scienziato, dove recita insieme a Lucia Poli, Laura Ruocco e Antonello Angiolillo, con la regia di Ivan Stefanutti.
Nel 2005 esce il cd Ciao Turin, prodotto dalla Devega, nel quale Carena interpreta undici classici riarrangiati della canzone piemontese più il suo nuovo brano Siamo quelli di Torino.
In questi anni, in parallelo alla sua attività di cantautore-cabarettista, in cui si è esibito in locali, teatri e piazze, ha anche preso parte con piccole parti in film e fiction televisive. Presente in tutta Italia con spettacoli e canzoni, scrive per se stesso e per altri cantanti. Inoltre, la sua canzone "Banana cocco baobab" diventa, a sorpresa, un pezzo cantato dai bambini di tutto il mondo e tradotto in più lingue, e viene inserito nei canzonieri Scout.
Nel settembre 2010 esce il nuovo singolo Da quando ci sei tu.
Il 16 aprile 2014 è tra gli ospiti di We Love Freak, un concerto in onore di Freak Antoni, scomparso il 12 febbraio 2014; cantano Kinotto accompagnato dagli Skiantos e condivide il palco con Eugenio Finardi, Luca Carboni, Claudio Lolli e molti altri grandi artisti della musica leggera italiana.
IL 24 giugno 2015 la sua esibizione per la festa patronale a Torino scatena molte polemiche: viene infatti attaccato dal comitato "Senonoraquando" che ritiene alcune sue canzoni, in particolare "Io ti amo" e "Che bella estate", inneggianti alla violenza sulle donne e al femminicidio, chiamando in causa anche i politici (da qui il sospetto della strumentalizzazione) che hanno chiamato il cantautore a esibirsi; I brani incriminati, infatti, risalgono ai primi anni '90 e sono stati presentati da Carena in concerti in tutta Italia e in esibizioni televisive (anche al Maurizio Costanzo Show e a Radio Vaticano) senza mai alcuna polemica, oltre ad essere sempre stati inequivocabilmente presentati come una denuncia, tanto che il cantautore è stato anche invitato come testimonial in eventi proprio contro la violenza di genere.
Nel 2016 presenta con i Powerillusi lo spettacolo Storia della canzone umoristica, in cui vengono interpretate alcune canzoni umoristiche e demenziali del passato di autori come Renato Carosone, Fred Buscaglione, Clem Sacco, Enzo Jannacci, Giorgio Gaber, Ugolino, gli Skiantos e altri.
Nel 2016 fa parte del cast del Circo Braida (poi chiamato Diversamente Circus), di cui scrive la sigla e diventando coautore dello spettacolo.
Nel 2018 è coautore di un format proposto dalla neonata Zelig Tv, i "Fun Cool Music Awards" di cui scrive anche la sigla. Si tratta di un talent dedicato alla musica divertente; sempre nello stesso anno partecipa all'album Powerillusi & Friends dei Powerillusi; nel disco interpreta il brano Il bagno degli altri.
Nel 2019 pubblica il nuovo album di inediti Lo vogliono tutti.
A fine novembre 2020 esce il CD compilation Il Mondo di Domani di Riccardo Lasero & friends, prodotto da Riccardo Lasero e realizzato a scopo benefico con l'intenzione di devolvere l'intero ricavato alla Protezione Civile Italiana come contributo alla lotta contro il Covid-19, contenente la canzone inedita "Adesso" scritta, composta ed interpretata appositamente da Marco Carena per questo progetto.
Il 13 dicembre 2024 esce il suo nuovo album Lo zecchino d'Horror

## Discografia

### Album in studio
- 1990 – Il meglio di... (Virgin Dischi, VDICD 120)
- 1991 – Carena 2 - Il ritorno! (Virgin Dischi, VDI 132)
- 1993 – Ciao paese (Virgin Dischi)
- 2004 – Frittomix (Latlantide)
- 2005 – Ciao Turin (Devega)
- 2007 – Discountautore LIVE 3x1 (Latlantide)
- 2019 – Lo vogliono tutti (Latlantide)
- 2024 - Lo zecchino d'Horror

### 45 giri/Singoli
- 1989 – Buonanotte/Blues delle mutande lunghe (Dracma Records, DS 004)
- 1991 – Serenata/Accessori auto (Virgin Dischi, VIN 45321)
- 1991 – Buon Natale/Dimmi...l'amore (Virgin Dischi, VIN 45332)
- 1993 – Fratelli di taglia/Rasta della raspa (Virgin Dischi, VIN 45353)
- 2010 – Da quando ci sei tu (The Music Essence)
- 2017 - Cioccomondo
- 2024 - Cretinata (Come nasce un cretino)

### Compilation
- 1990 – Sanscemo '90 - 1º Festival Della Canzone Demenziale (Mercury Records, 846 609-1), con "Io ti amo" (versione diversa da quella dell'album Il meglio di...)
- 2013 – I Cantacomici: Prima che sia troppo tardi (E' ora di ridere!) (Edizioni Setticlavio)
- 2020 – Il Mondo di Domani (Riccardo Lasero & friends) (Riccardo Lasero, MDD CD 001), con il brano "Adesso"

### Partecipazioni
- 2018 – Powerillusi & Friends dei Powerillusi (Marco Carena interpreta il brano "Il bagno degli altri"). Ha partecipato a "Cash or trash" proponendo - in musica - una lampada.